# Franz Bopp
Franz Bopp (Magúncia, 14 de setembre de 1791-Berlín, 23 d'octubre de 1867) va ser un filòleg i lingüista alemany, cofundador de la gramàtica comparada juntament amb Rasmus Christian Rask.

## Biografia
Deixeble de Windischmann, i per això molt imbuït de les doctrines de l'escola simbolista de Heidelberg, va estar a París entre 1812 i 1816, on va estudiar persa, àrab, hebreu i sànscrit. Allí va néixer la seva memòria Über das Konjugationssystem der Sanskritsprache in Vergleichung mit jenem der griechischen, lateinischen, persischen und germanischen Sprache, Frankfurt, 1816, que fa de Bopp el fundador de la gramàtica comparada.
Windischmann obté per a ell una beca del rei de Baviera, gràcies a la qual es va poder dirigir a Londres (1816-1820), on va ensenyar a Wilhelm von Humboldt el sànscrit i es troba amb Henry Thomas Colebrooke i Charles Wilkins. Humboldt dona a Bopp la càtedra de sànscrit en la Universitat de Berlín el 1821. Des d'allí impulsarà el desenvolupament de la gramàtica comparada a Alemanya. Progressivament anirà descobrint parentius indoeuropeus en el lituà, l'eslau, l'armeni, el celta i l'albanès a partir sobretot del sistema verbal, mentre que Rask se centrarà més aviat en les llengües nòrdiques.
Va rebutjar la idea que totes les llengües vinguessin del sànscrit, va pensar més aviat en una llengua comuna més antiga i va prescindir del misticisme nacionalista que entelava fins llavors la investigació filològica alemanya, estudiant de forma més moderna les llengües per si mateixes, com objecte i com mitjà de coneixement. Per altra banda, Bopp, juntament amb Schlegel, és l'autor del concepte modern de flexió.